# 서울 봉원사 범종
봉원사 범종은 서울특별시 서대문구 봉원동, 봉원사에 있는 조선시대의 종이다. 2014년 7월 3일 서울특별시의 유형문화재 제364호로 지정되었다.

## 지정 사유
봉원사 범종은 비록 그 크기가 대형은 아니지만, 주조상태와 보존상태가 매우 양호할 뿐 아니라, 경상도 이씨일파에 대표적 장인인 이만돌에 대한 작품양식을 살펴볼 수 있다는 점, 주종기를 통해 명확한 제작연대와 후원 계층도 파악할 수 있다는 점, 그리고 무엇보다도 18세기 후반 동종의 일반적인 양식이나 私匠에 대한 계보 및 활동을 연구하는데 중요한 자료라는 점에서 학술적인 가치도 높음. 따라서 서울 봉원사 범종을 서울시 유형문화재로 지정하여 보호ㆍ관리할 필요가 있다고 판단된다.

## 조사보고서
서울 봉원사 대웅전에 봉안 중인 이 작품은 종신에 기재된 주종기를 통해 1760년(영조 36) 伽倻寺 동종으로 제작되었음을 알 수 있다. 가야사는 충청남도 예산군 덕산면에 위치했던 사찰로, 1884년(헌종 10) 풍수지리설을 믿었던 흥선대원군이 이곳에 부친 남연군 이구의 묘를 쓰기 위해 폐사되었다.
가야사 동종이 언제부터 봉원사에 봉안되었는지 현재는 알 수 없지만, 1943년 안진호 스님이 편찬한 『奉元寺誌』 제9절 제3항 「불구 등 귀중품」에는 봉원사 재산으로 기록되고 있어 늦어도 20세기 전반에는 봉원사에서 봉안되었을 것으로 추정된다.
이 작품은 전체높이가 84.5cm이고, 입지름이 61cm로 18세기 중반에 제작된 동종 가운데 그 규모가 큰 편에 속하며, 전체적으로도 짙은 검은색이 감돌고 있어 육중한 무게감을 두었다. 더불어 종형도 천판에서 시작된 外線이 종신 2/4부분까지 완만한 곡선으로 올라가다가 3/4부분에서 종구까지 완만하게 떨어지고 있어 마치 항아리와 같은 안정적인 형태이다.
봉원사 동종은 편평한 천판(天板) 위에 음통(音筒)을 갖추지 않는 쌍룡(雙龍)의 종뉴(鍾鈕)를 표현하였으며, 그 아래 종신은 2줄의 횡선을 이용하여 종신을 크게 세부분으로 구획하였는데, 그 가운데 상단에만 다양한 도안(圖案)을 장엄하였다. 천판 아래에는 내부에 ‘옴’자가 새겨지고 외곽에 돌기를 표현한 圓圈의 범자(梵字) 8개가 부조되었다. 그 아래에는 사다리꼴 형태인 蓮廓 4개가 장엄되었는데, 斜線文으로 蓮廓帶를 구획하고, 그 안에는 蓮蕾 9개를 표현함. 그리고 연곽 사이에 빈 공간에는 머리에 원형의 두광을 마련하고 합장하며 하늘에서 구름을 타고 내려오는 보살입상 2구가 배치되어 있으며, 그 옆에는 ‘準提眞言’을 간략하게 표기하기도 하였다.
주종기를 통해 이 작품이 1760년 덕산 가야사의 대종으로 만들어졌으며, 후원에는 덕산, 예산, 대전, 천안, 결성(홍성), 옥천 등에 사는 많은 지역민과 그 제작에는 18세기 중반에 활동했던 私匠인 李萬乭, 申德必, 崔宗就 등 3인이 참여하였음을 확인할 수 있다.
현재 충청남도 영탑사에도 가야사에서 사용했던 동종이 남아 있는데, 이 작품도 봉원사에 있는 동종과 같은 해, 동일한 장인이 제작에 참여하였기 때문에 거의 유사한 양식을 나타낸다.
주종장 李萬乭(=万乭, 萬碩, 万石, -1759～1774-)은 18세기 후반에 경상도에서 구성된 경상도 이씨일파(이만돌-이만중-이만숙)의 장인이었다. 그는 이들 유파에서 주종활동이 가장 먼저 확인되는 인물로, 1759년 경주 천룡사 동종(현 영천 은해사 소장)과 당진 영랑사 동종을 시작으로, 1760년 덕산 가야사 동종(현 서울 봉원사 및 당진 영탑사 소장), 1761년 옥천 영국사 동종, 1768년 서울 관문사 동종(원 봉안사찰 미상), 1769년 경주 불국사 금고, 1774년 용담 숭암사 동종(현 공주 갑사 소장) 등 주로 충청도와 경상도 일대에서 활동한 대표적인 私匠이다. 지금까지 확인된 바에 따르면, 그는 약 15년 동안 활동하면서 동종 7점과 금고 1점을 제작하였다.
이만돌이 만든 동종들은 대체로 쌍용의 종뉴를 갖추고, 낮고 편평한 천판과 종구가 좁아진 종형을 표현하였으며, 또한 종신을 2줄의 횡선으로 구획하지만, 구획된 상단에만 돌기가 표현된 원권의 범자, 사선문의 연곽, 보살입상만을 장엄하는 점이 특징이다. 1760년에 제작된 서울 봉원사 동종은 그의 초기 작품임에도 불구하고, 종뉴와 종형을 비롯하여 종신을 장엄하는 도안 등에서 그가 제작한 다른 작품들과 동일한 양식을 나타내고 있다.
이러한 특징은 같은 유파의 주종장인 이만중ㆍ이만숙과는 차이점인데, 이들이 제작한 동종들은 17세기에 활동했던 승장 계열의 동종을 계승하여 천판 아래 상대에 범자를 장엄하거나, 하대에 띠 장식을 부조하는 등 전통적인 양식을 표현하였음. 이렇게 동일한 유파에 소속되었다 하더라도 개별 장인에 양식이 우선시되는 사실은 승장의 활동이 완전히 사라지는 18세기 후반부터 나타나는 특징이며, 이때부터 화원이나 각수와의 분업도 확인하기 어렵다.
봉원사 동종은 비록 그 크기가 대형은 아니지만, 주조상태와 보존상태가 매우 양호할 뿐 아니라, 경상도 이씨일파에 대표적 장인인 이만돌에 대한 작품양식을 살펴볼 수 있다는 점, 주종기를 통해 명확한 제작연대와 후원 계층도 파악할 수 있다는 점, 그리고 무엇보다도 18세기 후반 동종의 일반적인 양식이나 私匠에 대한 계보 및 활동을 연구하는데 중요한 자료라는 점에서 학술적인 가치도 높음. 따라서 서울 봉원사 동종을 서울시 유형문화재로 지정하여 보호ㆍ관리할 필요가 있다고 판단된다.

## 참고 자료
- 서울 봉원사 범종 - 국가유산청 국가유산포털